# The Lady in Red
 (février 2017).
Si vous disposez d'ouvrages ou d'articles de référence ou si vous connaissez des sites web de qualité traitant du thème abordé ici, merci de compléter l'article en donnant les références utiles à sa vérifiabilité et en les liant à la section « Notes et références ».
Pour plus de détails, voir Fiche technique et Distribution.
The Lady in Red est un cartoon Merrie Melodies réalisé par Friz Freleng en 1935. Ce dessin animé est notable pour son utilisation de la chanson “The Lady in Red” du catalogue Warner, issue du film “In Caliente” de 1935, et pour son animation colorée qui a marqué l’époque.

## Synopsis
Ce court métrage suit les aventures d’une société de cafards dans un café mexicain en l’absence de son propriétaire, parti aux corridas. Le film s’ouvre sur une interprétation instrumentale de la chanson titre, mais est interrompu par un solo du héros cafard gondolier, qui chante “Neapolitan Nights”. La chanson titre reprend ensuite et est interrompue par un solo d’un cafard parodiant Rudy Vallee, chantant “Sweet Music”. La scène se déplace vers une interprétation de la chanson titre par un chœur de cafards, en arrière-plan d’une cafard danseuse. Le reste du film est consacré aux tentatives d’un perroquet pour capturer l’héroïne cafard, déjouées par le héros.

## Fiche technique
- Titre : The Lady in Red
- Réalisation : Friz Freleng
- Production : Leon Schlesinger Studios
- Distribution : Warner Bros. Pictures, The Vitaphone Corporation
- Date de sortie : 7 septembre 1935
- Durée : 7 minutes
- Pays : États-Unis
- Langue : Anglais
- Musique : Bernard B. Brown et Norman Spencer
- Montage : Treg Brown
- Animation : Bob McKimson, Ben Clopton
- Format de couleur : Technicolor à deux bandes (crédité lors de la ressortie)
- Type d’animation : Animation standard (dessin à la main sur celluloïd)
- Format cinématographique : Sphérique
- Ratio d’aspect : 1.37 : 1
- Type de négatif : 35mm[2]